# Aristotélis Záchos
Aristotélis Záchos (grec moderne : Αριστοτέλης Ζάχος), né en 1871 à Kastoriá et mort en 1939 à Athènes, est un architecte et urbaniste grec, précurseur d'un retour à la tradition byzantine.  

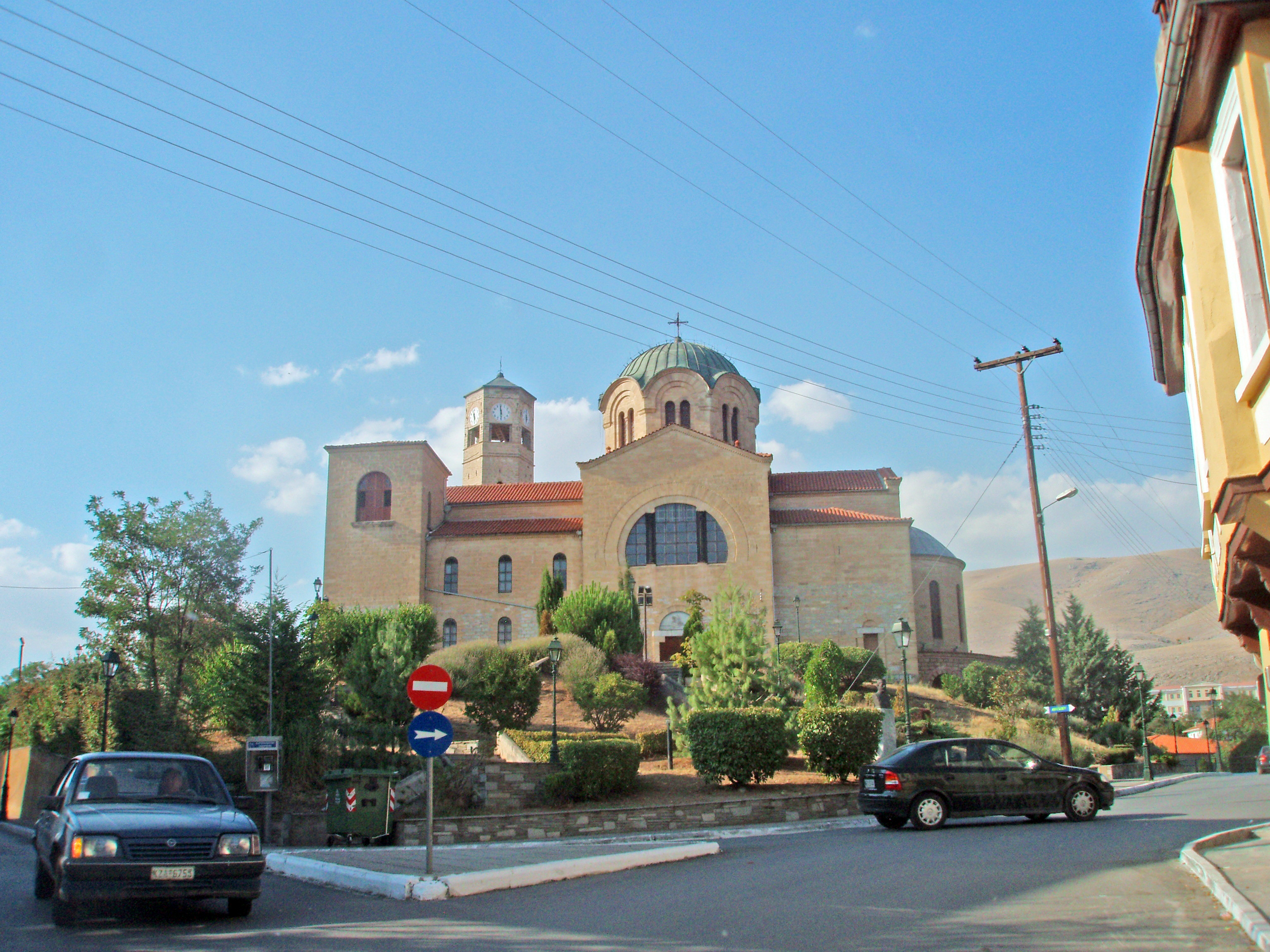
La basilique Saint-Demetrios à Siatista

## Début
Il est encore très jeune lorsqu'il émigre de Macédoine après avoir suivi sa scolarité à Monastir. Il suit des cours d'architecture en Allemagne (Munich, Stuttgart, Karlsruhe), où ses maîtres sont Friedrich von Thiersch, Carl Schäfer et Josef Durm.
Il s'engage comme volontaire dans la Guerre gréco-turque (1897), puis retourne à Karlsruhe en qualité d'assistant de Josef Durm et travaille sur des bâtiments du duché de Bade : le gymnasium de Fribourg, la bibliothèque de Heildelberg.  
En 1905, il revient en Grèce et étudie, par des relevés photographiques et des gravures, les bâtiments de style byzantin, post-byzantin et traditionnel en compagnie du peintre Nicolas Pherekydes. Il publie son premier article, « L'architecture populaire », dans la revue L'artiste en 1911.

## Architecteeturbaniste
Son activité commence en 1913 à Salonique, où il élabore un plan d'urbanisme pour la ville. Entre 1915 et 1917, il dirige le département d'urbanisme de la ville d'Athènes. Dans le même temps, il participe aux plans d'urbanisme des villes de Tripoli et Mytilène.
Après l'incendie de Thessalonique en 1917, il fait partie de la commission internationale chargée de la reconstruction de la ville sous l'égide de Ernest Hébrard. Il s'implique plus particulièrement dans la réfection de la basilique de saint Démétrios, étant en désaccord avec les points de vue des archéologues sur cette réfection. Il reçoit en 1933 la médaille de l'Ordre des Beaux-arts. 
Ses travaux les plus marquants sont :

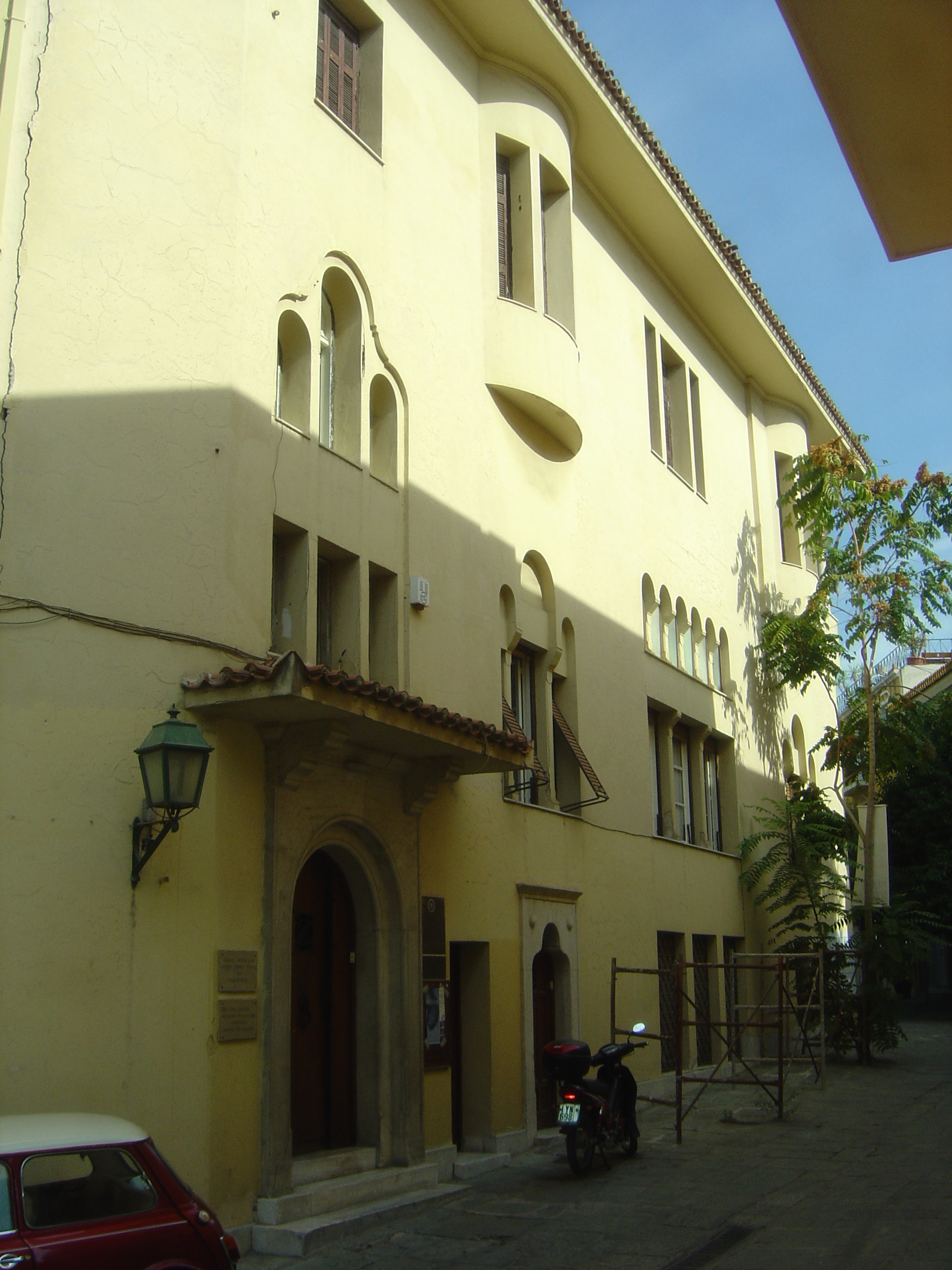
Maison Hatzimichali à Plaka.

- la maison d'Angéla Hatzimiali dans la ville de Plaka (1924) ;
- la maison Palli à Ioannina aujourd'hui disparue ;
- le palais des Champs, musée byzantin en 1930 ;
- la maison Dennis Loverdos, musée en 1925 ;
- de nombreuses constructions à Ioannina, le Palais métropolitain, le palais des Archevêques, l'académie Kalpaki, une partie de la Banque nationale ;
- trois monuments religieux à Volos, la cathédrale Saint-Nicolas, l'église Saint-Constantin et l'église de la Transfiguration ;
- l'église d'Agios Dimitiros à Siatista en 1911 (?)
- l'église D'agios Stylianos à Salonique.

Aristotélis Záchos a été le précurseur du mouvement « gréco-moderniste » qui se développa vers les années 1930 avec Dimitris Pikionis et Angeliki Hatzi, mais ne fut pas pour autant hostile à la modernité, ce qui est visible dans la maison de John Petihaki à Psycho, qu'il construisit  en 1934.